# Shitkatapult
Das Berliner Musiklabel Shitkatapult, gegründet von Marco Haas (T.Raumschmiere) und Marcus Stotz 1997 in Heidelberg und seit 1998 in Berlin ansässig, veröffentlicht elektronische Musik. Unter den bisher über 100 Veröffentlichungen finden sich Ambient- und Noise-Alben (Anders Ilar, Rechenzentrum, Synken), Techno-Maxis (Peter Grummich, Hakan Lidbo...), Elektro-Pop (Apparat, Warren Suicide, Judith Juillerat) sowie Produktionen von Bands und Solisten ohne klare Genre-Zuordnung (CLP, T.Raumschmiere, Das Bierbeben). 
Neben der klassischen Labelarbeit wurde Shitkatapult auch eine Marke für das Clubpublikum weltweit, denn die meisten Künstler touren als Live Acts, Bands oder DJs.